# Cho Hyun-ju
Cho Hyun-ju (Coreano: 조현주), también conocida como Jugadora 120, es un personaje ficticio de la segunda y tercera temporada del drama surcoreano de Netflix El juego del calamar. Creada por Hwang Dong-hyuk, que también es el creador de la serie, e interpretada por Park Sung-hoon, un hombre cisgénero. Ella es una ex sargento del ejercito surcoreano que fue dada de baja después de declararse mujer trans, perdiendo además el apoyo familiar. Ella se une a los juegos para ganar dinero, con ello poder realizar su cirugía de afirmación de género y mudarse a Tailandia como una Kathoey. Dentro del juego, se hace gran amiga de Kim Young-mi, Kim Jun-hee y Jang Geum-ja. Después de unirse a la rebelión fallida de Seong Gi-hun, muere en el segundo juego asesinada por Lee Myung-gi luego de regresar por Jun-hee y Geum-ja tras hallar la salida.
Cuando se anunció que Hyun-ju sería interpretada por un hombre cisgénero, el programa, Hwang y Park recibieron críticas; la gente en las redes sociales y los críticos argumentaron que elegir a un hombre cisgénero para este papel afirmaba una noción antitrans de que las mujeres trans son hombres. También se argumentó que sería más ideal elegir mujeres trans o cisgénero posoperatorias. Hwang expresó dificultad para encontrar una actriz trans en Corea del Sur, citando el trato que los surcoreanos dan a las personas trans como una razón para que sea difícil. Park trabajó con personas trans para retratar al personaje con precisión, con la esperanza de evitar caricaturizarla.
Hyun-ju fue bien recibida por su interpretación y escritura, con varios críticos consideraron al personaje como una representación auténtica de las mujeres trans. También existía la esperanza de que Hyun-ju generara una mayor aceptación y una mejor representación en el futuro.

## Apariciones
Cho Hyun-ju aparece en la segunda temporada de El juego del calamar, una mujer trans que anteriormente sirvió como soldado en el ejército de Corea del Sur como sargento hasta que fue dada de baja por querer hacer la transición. También perdió el apoyo su familia y enfrentó dificultades para encontrar empleo. La invitaron a unirse a los misteriosos  juegos debido a la dificultad financiera que atravesaba, así como a su deseo de mudarse a Tailandia y recibir una cirugía de afirmación de género. Durante el primer juego, ella y los otros 455 jugadores descubren que perder tiene consecuencias letales. Al final, ayuda al protagonista Seong Gi-hun a rescatar a un hombre al que le habían disparado. Durante el ínterin, los jugadores sobrevivientes se enteran de que la recompensa total es de 45.600.000.000 wones y que recibirán 100 millones de wones por cada persona fallecida divididos entre los sobrevivientes (91.000.000.000 wones). Si le dan a elegir entre quedarse o irse, vota quedarse y el juego continúa por una escasa mayoría.
Más tarde, Hyun-ju se hace amiga de una mujer llamada Kim Young-mi, quien le pide unirse a ella, y luego se suman Jang Geum-ja, su hijo Park Yong-sik y una chamána llamada Seon-nyeo, donde tienen que completar una serie de cinco juegos mientras están encadenados uno al lado del otro. Hyun-ju ayuda a los demás miembros con consejos y apoyo emocional. Debido a sus gastos relacionados con la transición y la falta de una fuente de ingresos, Hyun-ju vota por permanecer en el juego nuevamente, y el resultado es continuar. Durante el siguiente juego, Young-mi es asesinada, lo que provoca que Hyun-Ju se sienta angustiada. Junto con Geum-ja y Yong-sick, se alía con el equipo de Gi-hun y finalmente acepta participar en una revuelta ayudando a robar armas de los soldados e intentando apoderarse de las instalaciones. Ella brinda apoyo mientras Gi-hun profundiza. Ella envía a Kang Dae Ho a buscar más municiónes, pero cuando no regresa, va a ver qué sucede. Durante este proceso, los demás son asesinados o detenidos y la revuelta es derrotada. Ella se prepara para pelear, pero Geum-ja la detiene.
Aparece en la tercera y última temporada. 
En el juego de "llaves y cuchillos" toma el papel para esconderse de los buscadores junto a Geum-ja y Jun-hee,apoya a ambas a escapar.
Cuando Jun-hee da a luz a su bebé,Hyun-ju busca la salida y logra abrir la puerta para escapar,pero en vez de eso va con Geum-ja y Jun-hee para que las tres pudieran salir.
Pero en ese momento el jugador 333 (Myung-gi) la apuñala varias veces hasta matarla.

## Concepto y creación

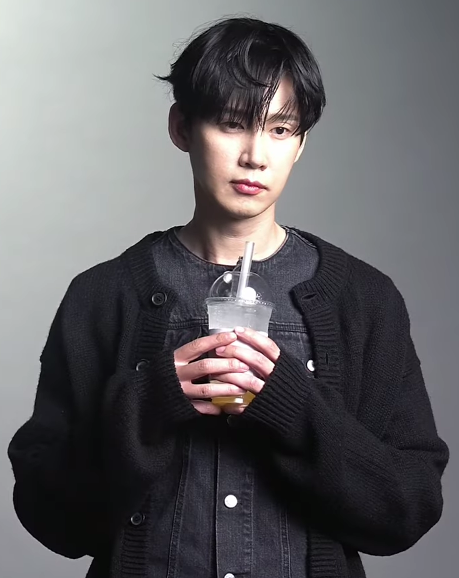
Park Sung-hoon interpretó a Hyun-ju.

Cho Hyun-ju fue creada por el creador de la serie Hwang Dong-hyuk, quien la comparó en propósito con el personaje Ali Abdul de la primera temporada de El juego del calamar, donde incluyó a Ali para representar a las personas en Corea del Sur que están marginadas de maneras no financieras, quería incluir un personaje trans para hacer lo mismo en la temporada 2. Esperaba que, a través de sus decisiones, acciones y la forma en que "se comporta en el juego", pudiera generar conciencia sobre los problemas que rodean a las personas trans en Corea del Sur. Hwang tenía como objetivo elegir a una actriz trans para el papel, pero descubrió que "casi no había actores que fueran abiertamente trans" debido a la marginación de las personas LGBTQ+ en la sociedad surcoreana, y expresó su malestar por esto. Hwang creía que Hyun-ju sería el personaje "más querido" de la temporada.
Hwang finalmente decidió elegir al actor Park Sung-hoon, un hombre cisgénero. Park creía que lo habían elegido por un "lado femenino" que desarrolló al crecer con hermanas, así como por su actuación en la película de 2021 Hee-soo. Afirmó que abordó su actuación con "más detalle y cautela", consultando con personas trans para asegurarse de que Hyun-ju no fuera caricaturizada. Park evitó exagerar gestos como su voz, pues sentía que alterar su tono de voz naturalmente profundo "socavaría la autenticidad emocional". El flequillo corto del personaje fue elegido por Park, según él. Al describir el personaje, Park dijo que Hyun-ju muestra "una fuerza increíble, decisión y liderazgo natural" a pesar de los prejuicios que enfrenta, llamándola "inspiradora" y un personaje que "rompe estereotipos". Mientras discutía la coreografía de lucha para Hyun-ju, el coordinador de acrobacias Park Young-sick explicó que, a diferencia de la lucha de muchos otros personajes que tiene una "sensación de acción de supervivencia cruda", Hyun-ju necesitaba una "sensación más profesional", teniendo en cuenta su "antecedentes, profesión y [habilidad] física".

## Recepción
La elección de un hombre cisgénero en lugar de una mujer trans o cisgénero generó controversia, algo que el creador Hwang Dong-hyuk anticipó. La escritora de TV Guide, Kat Moon, cree que la controversia genera más conversaciones sobre la representación LGBTQ+ y "mueve la aguja" sobre el tema fuera de los EE. UU. La escritora de Vogue, Radhika Seth, sintió que, a pesar de que el arco de Hyun-ju se manejó con sensibilidad y ella es un personaje poderoso, se sintió "discordante" que un hombre cisgénero fuera elegido en un momento en que Hollywood está eligiendo actores con más cuidado. Seth señaló que esto fue importante para las personas trans en Corea del Sur, pero para muchos, demuestra que aún queda mucho por hacer. La escritora de The Mary Sue, Rachel Ulatowski, lo consideró una "pequeña señal de progreso" y señaló que todavía se puede avanzar. El escritor de Digital Spy, David Opie, encontró que la interpretación de Hyun-ju era más compasiva de lo que uno podría esperar de El juego del calamar, y citó cómo los personajes se refieren a ella como unnie (언니, un término cariñoso para "hermana mayor" en coreano) y un personaje que la lleva al baño de mujeres con ella. Opie encontró "notable" que un programa surcoreano afirmara el género de Hyun-ju considerando la política que rodea a las personas trans en Corea del Sur, comparándola positivamente con lo que él consideró una representación negativa de la homosexualidad en la temporada 1.
La escritura y la interpretación de Hyun-ju han recibido una recepción generalmente positiva, identificada como "de lejos la mejor incorporación" en la temporada 2 por la escritora de USA Today Kelly Lawler. El escritor de Discussing Film, el guionista James Crooks, si bien señaló que es probable que el personaje "genere un discurso innecesario en línea", afirmó también que la inclusión de Hyun-ju ayudó a agregar un "nivel reconfortante de profundidad emocional" a la historia. Al enterarse de la elección de un hombre cisgénero, el guionista de Inverse, Dais Johnston, consideró que el personaje era "regresivo". Criticó la elección de hombres cisgénero como problemático, afirmando que "las mujeres trans son mujeres, no hombres disfrazados, y deberían ser retratadas como tales". Johnston refutó los argumentos de que no era factible elegir actrices transgénero de Corea del Sur, citando ejemplos de actrices como Lee Si-yeon y Choi Hae-jun. También respondió a los argumentos de que una actriz post-transición no sería capaz de interpretar con precisión a un personaje pre-transición, argumentando que debido a que Hyun-ju aparentemente está ahorrando para la cirugía de trasero, no habría importado si la actriz hubiera estado en post-transición. Johnston reconoció que una actriz trans podría no querer interpretar el papel debido a que éste podría llevar potencialmente a abuso, pero citó a personajes femeninos trans en las series surcoreanas Alice in Borderland e Itaewon Class, ambas interpretadas por mujeres cisgénero. Consideró que esto no era ideal, pero era mejor que utilizar a un hombre cisgénero, argumentando que al elegir a un hombre cisgénero, se sugiere que las mujeres trans son "hombres disfrazados", sugiriendo que era una caricatura y expresando escepticismo sobre cómo se manejaría el personaje. Después de ver la serie, Johnston quedó "sorprendido" por lo bien que se ejecutó la historia de Hyun-ju, diciendo que su historia fue "manejada con extremo cuidado" y elogió el programa por no presentar ningún misgender, uso de deadnames o "flashbacks trágicos".
Según el escritor de My Daily, Lee Seung-gil, a pesar de que los espectadores tenían preocupaciones sobre el personaje antes del lanzamiento, tanto el personaje como el actor recibieron una recepción positiva en Corea del Sur. Lee la consideró el mejor personaje de la segunda temporada y elogió a Park por su actuación discreta y realista. El escritor de Top Star News, Hwang Seong-yong, sintió que Hyun-ju era un personaje difícil de interpretar, uno que requiere que el intérprete demuestre tanto la fuerza de un soldado como el "delicado yo interior" de una persona trans. Elogió a Park por lograr esto, diciendo que esto demostraba la versatilidad de su actuación.La escritora de The Mary Sue, Annie Banks, elogió la segunda temporada por presentar un personaje trans, calificó su historia de "auténtica" y expresó su esperanza de que esto conduzca a una mayor inclusión de personajes trans en los K-dramas. Los escritores de Gizmodo, Germain Lussier y Cheryl Eddy, la identificaron como una de las mejores partes de la segunda temporada, diciendo que si bien sería mejor si fuera interpretada por una mujer trans, apreciaron que su presencia se sintiera importante y no simplemente agregada por diversidad. La escritora de Den of Geek, Brynna Arens, la consideró la "MVP" de la segunda temporada, elogiándola por su competencia, valentía y simpatía como estadounidense ante la difícil situación de estar desesperado por atención médica. A pesar de sus elogios, consideró desafortunado que se eligiera a Park y dijo que elegir a un hombre cisgénero no ayuda al "estereotipo dañino" perpetuado por los grupos antitrans de que las mujeres trans son hombres. Ella consideró que, aun así, es importante que la gente entienda la diferencia entre la aceptación de las personas trans en Estados Unidos y Corea del Sur.